# Eugenia tanaensis
Eugenia tanaensis är en myrtenväxtart som beskrevs av Bernard Verdcourt. Eugenia tanaensis ingår i släktet Eugenia och familjen myrtenväxter. Inga underarter finns listade i Catalogue of Life.